# 森里弗 (蒙大拿州)
森里弗（英語：Sun River）是位於美國蒙大拿州喀斯喀特縣的普查規定居民點。

## 歷史
森里弗的郵局自1868年營運至今。

## 人口
根據2020年美國人口普查的數據，森里弗的面積為4.82平方千米，皆為陸地。當地共有人口95人，而人口密度為每平方千米19.71人。